# Neukirchen (Rheinbach)
Neukirchen (ⓘ) ist ein Stadtteil und eine Ortschaft der Stadt Rheinbach im Rhein-Sieg-Kreis im Süden von Nordrhein-Westfalen. Bis zur kommunalen Neuordnung 1969 war Wormersdorf eine selbständige Gemeinde. Mit insgesamt neun zugehörigen Ortsteilen bzw. Wohnplätzen und 2.352 Einwohnern ist Neukirchen zweitgrößter Stadtteil Rheinbachs.

## Geschichte
Neukirchen wird erstmalig 1174 erwähnt. Himmeroder Zisterziensermönche rodeten hier in dieser Zeit ein Stück Wald und erbauten eine „neue Kirche“. Im 13. Jahrhundert übertrug „Himmerod“ diesen Besitz an die Abtei Heisterbach. Die Oberhoheit über die geistliche Herrschaft Neukirchen hatte bis 1794 Kurköln. Bis in die Neuzeit hinein war Neukirchen mit seiner Pfarrkirche St. Margareta kirchlicher Mittelpunkt der „Sürst“, die die Dörfer und Wohnplätze Irlenbusch, Merzbach, Groß- und Kleinschlebach, Vogelsang, Queckenberg, Loch, Eichen, Hardt, Sürst und die Winterburg umfassten. Politisch war die Situation aber wesentlich komplizierter. So hatte beispielsweise Krahforst ein eigenes Gericht und bildete im Mittelalter sowie in der frühen Neuzeit eine eigene Herrschaft. Im 19. Jahrhundert wurde Neukirchen zu einer eigenständigen Gemeinde. Queckenberg mit Loch, Eichen, Hardt, Sürst und Winterburg schied 1845 aus der Gemeinde Neukirchen aus und wurde selbständig. 
Im Jahre 1818 war die Bevölkerung wie folgt aufgeteilt:  
- Berscheid 36
- Gotteskaul 189
- Hecken 3
- Irlenbusch 69
- Krahforst 23
- Kurtenberg 19
- Merzbach 177
- Nußbaum 5
- Scherbach 35
- Schlebach 49
- Vogelsang 16
- und Dorf Neukirchen 111

Vor allem nach dem Zweiten Weltkrieg ist für Neukirchen ein rasanter Anstieg der Bevölkerungszahl zu bemerken.

### Ortsvorsteher, Ortsvorsteherin
Nachstehende Ortsvorsteher wurden nach der kommunalen Neugliederung vom 1. August 1969 gewählt und ernannt: 
- n.n.
- Rolf Schneider (1998)[3]
- n.n.
- Monika Kerstholt[4]

AnmerkungOrtsvorsteher verblieben nach der Wahl jeweils kommissarisch im Amt, bis zur Ernennung der Nachfolger.

### Entwicklung der Einwohnerzahl
Einwohnerzahl ab 2019, gesamt mit Haupt- und Nebenwohnung.
| Jahr | Einwohner | Delta |
| ---- | --------- | ----- |
| 1816 | 732 1     |       |
| 1852 | 877       | 145   |
| 1905 | 927       | 50    |
| 1939 | 925       | −2    |
| 1946 | 990       | 65    |

| Jahr | Einwohner | Delta |
| ---- | --------- | ----- |
| 1969 | 1.585     | 595   |
| 1998 | 2.310     | 725   |
| 20.. |           |       |
| 2019 | 2.419     |       |
| 2020 | 2.399     | −20   |

| Jahr | Einwohner | Delta |
| ---- | --------- | ----- |
| 2021 | 2.393     | −6    |
| 2022 | 2.343     | −50   |
| 2023 | 2.345 3   | 2     |
| 2024 | 2.352 3   | 7     |
| 2025 |           |       |

## Geografie

### Lage
Der Ort liegt rund 4,5 km südlich der Kernstadt auf den Höhen der Voreifel im Ahrgebirge unmittelbar an der Landesgrenze zu Rheinland-Pfalz. Nachbarorte sind im Südosten Bad Neuenahr-Ahrweiler, Südwesten Bad Münstereifel, Nordwesten Euskirchen und Nordosten Meckenheim.

### Ortsgliederung
Neukirchen wurde am 1. August 1969 in die Stadt Rheinbach eingegliedert. Seit diesem Zeitpunkt gehörten nachstehende Ortsteile und Wohnplätze zu dieser Ortschaft:
- Berscheid
- Groß Schlebach
- Klein Schlebach
- Irlenbusch
- Krahforst
- Kurtenberg
- Merzbach
- Nußbaum
- Scherbach
- Vogelsang

## Kultur und Sehenswürdigkeiten
Die unter Denkmalschutz stehende Pfarrkirche St. Margareta stammt aus dem 18. Jahrhundert und geht auf einen Kirchenbau aus dem 12. Jahrhundert zurück.

Bildergalerie Neukirchen
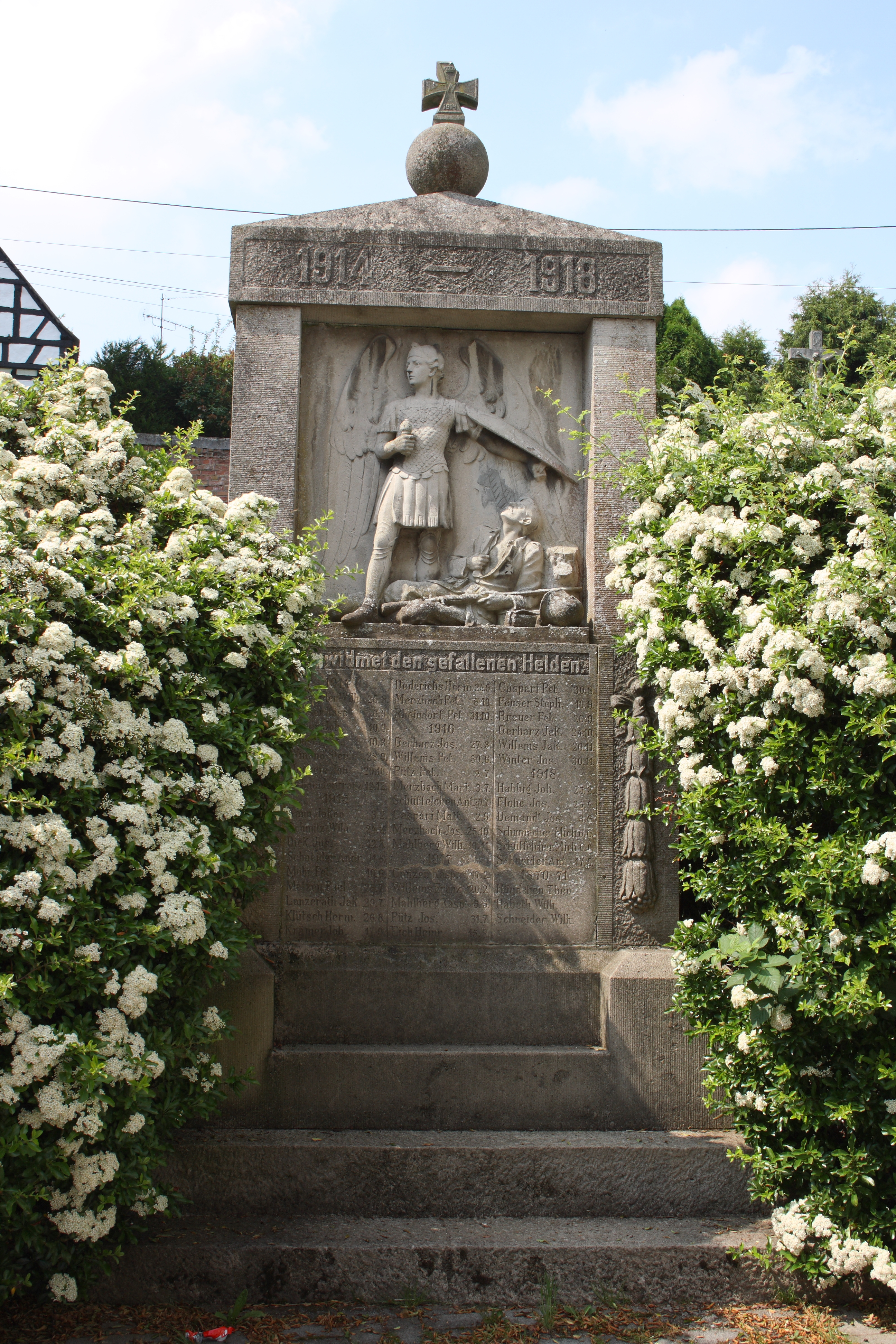
Kriegerdenkmal
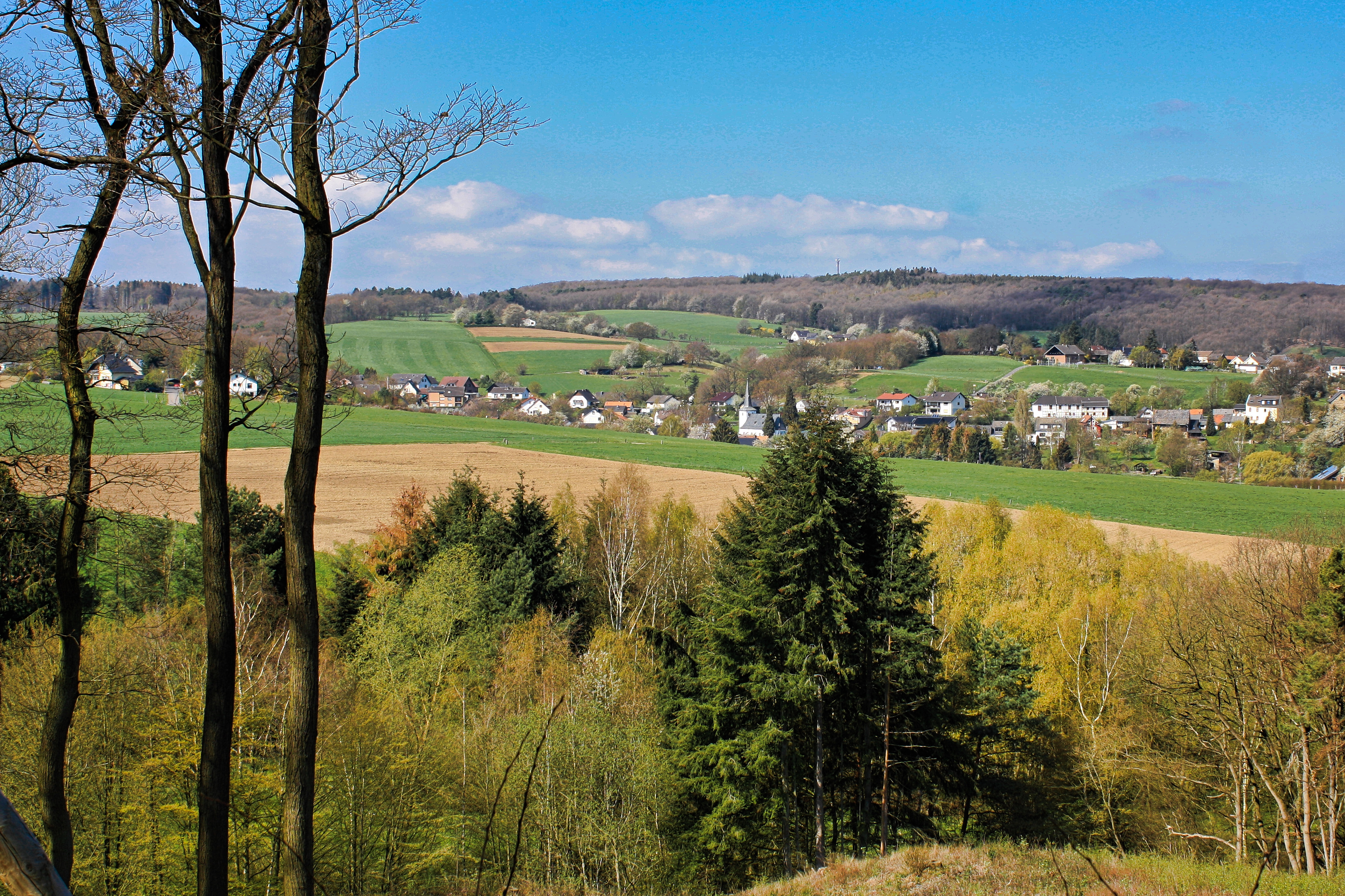
Blick auf Neukirchen von Osten
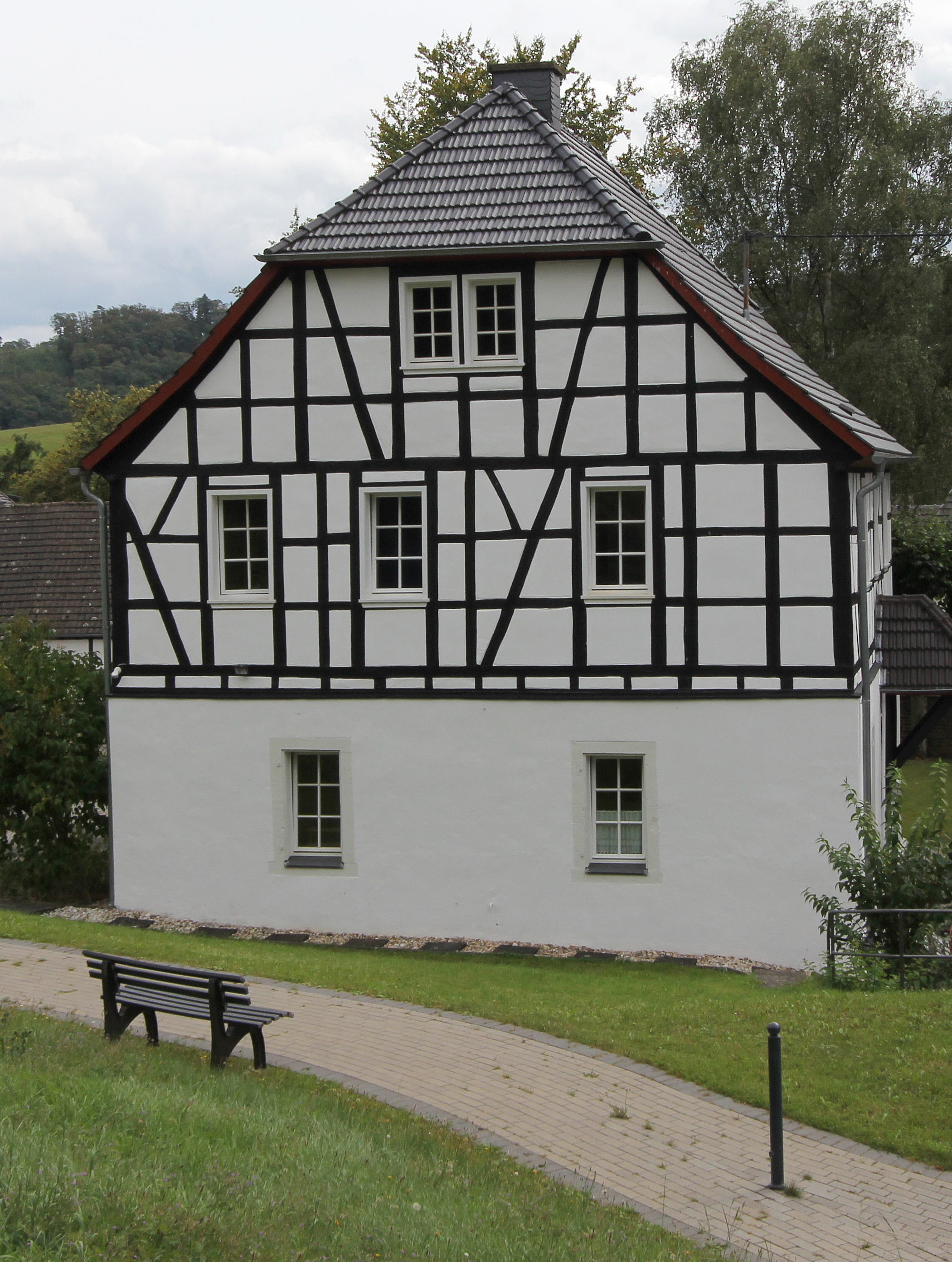
Pfarrhaus
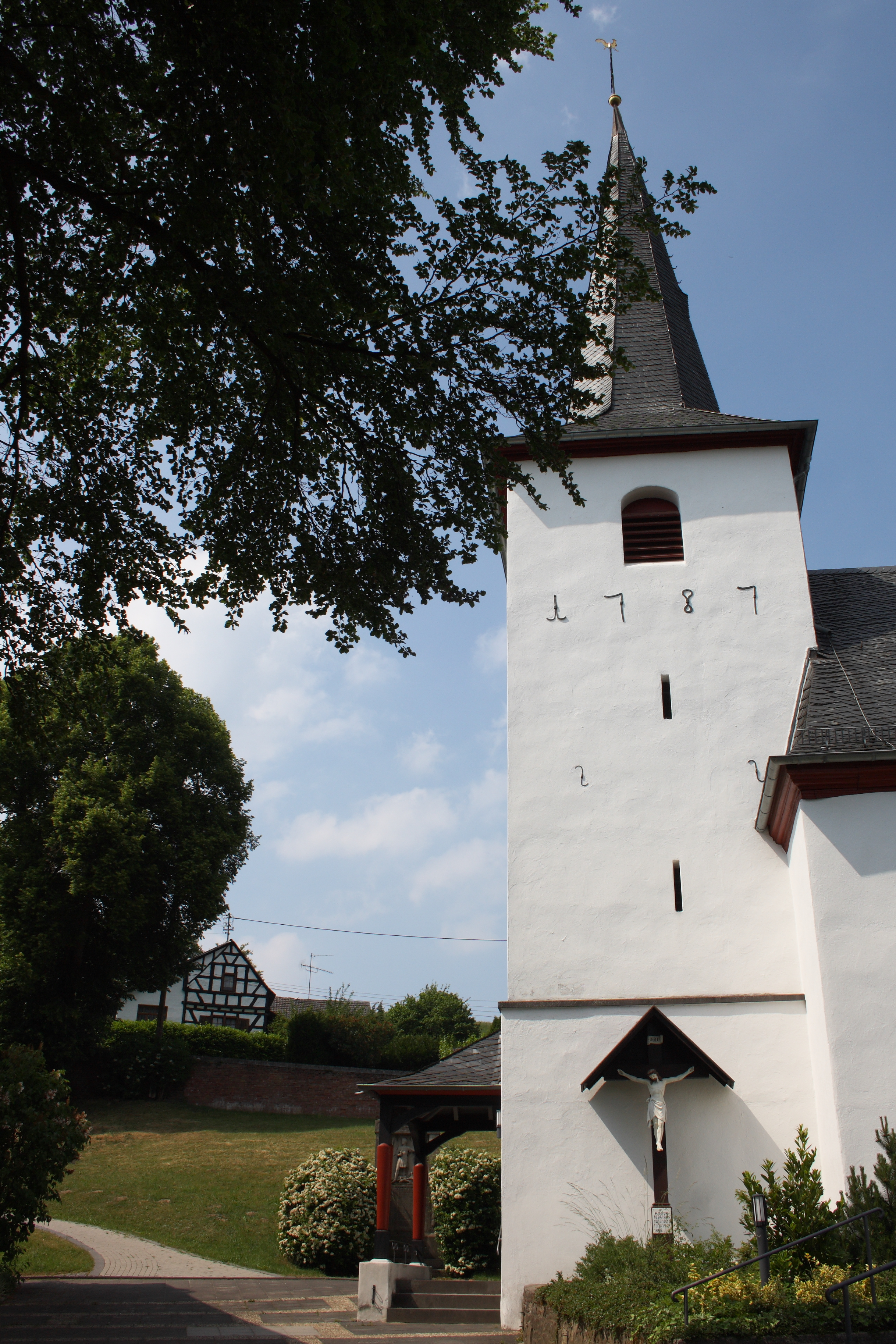
Kirche St. Margaretha

## Wirtschaft und Infrastruktur
Der Ort ist landwirtschaftlich strukturiert und zudem Wohnort für Pendler nach Rheinbach, Meckenheim, Bonn und in die Kölner Bucht.
Die nächstgelegenen Bahnhöfe sind Rheinbach und Meckenheim an der Bahnstrecke der Voreifelbahn Bonn–Euskirchen, und die nächste Autobahnanschlussstelle ist Rheinbach/Meckenheim an der A 61.